# Herrarnas lagtävling i backhoppning vid olympiska vinterspelen 2014
Herrarnas lagtävling i backhoppning vid olympiska vinterspelen 2014 hölls den 17 februari 2014 i skidorten Krasnaja Poljana, Ryssland, vid backhoppningsanläggningen Russkie Gorki, cirka 60 km från själva Sotji.

## Medaljörer
| Spel       | Guld                                                                 | Silver                                                                             | Brons                                                      |
| Lagtävling | Tyskland Andreas Wank Marinus Kraus Andreas Wellinger Severin Freund | Österrike Michael Hayböck Thomas Morgenstern Thomas Diethart Gregor Schlierenzauer | Japan Reruhi Shimizu Taku Takeuchi Daiki Ito Noriaki Kasai |

## Resultat
Finalen startade den 17 februari 2014 klockan 22:15 lokal tid, 19:15 svensk tid.
|           |                        | | Omgång 1                      | Omgång 1                      | Omgång 1  | Sista omgången                | Sista omgången                | Sista omgången | Totalt                         |
| Placering | Bib                    | Land | Distans (m)                   | Poäng                         | Placering | Distans (m)                   | Poäng                         | Placering      | Poäng                          |
| --------- | ---------------------- | --- | ----------------------------- | ----------------------------- | --------- | ----------------------------- | ----------------------------- | -------------- | ------------------------------ |
| 1         | 11 11-1 11-2 11-3 11-4 | Tyskland Andreas Wank Marinus Kraus Andreas Wellinger Severin Freund                                       | 533,0 132,0 136,5 133,0 131,5 | 519,0 123,2 136,1 125,3 134,4 | 1         | 528,0 128,0 134,5 131,0       | 522,1 125,5 132,0 133,9 130,7 | 2              | 1041,1 248,7 268,1 259,2 265,1 |
| 2         | 12 12-1 12-2 12-3 12-4 | Österrike Michael Hayböck Thomas Morgenstern Thomas Diethart Gregor Schlierenzauer                         | 527,5 134,0 129,0 136,0 128,5 | 516,5 127,7 124,3 136,0 128,5 | 2         | 528,0 130,0 133,5 132,5 132,0 | 521,9 130,4 129,9 130,2 131,4 | 3              | 1038,4 258,1 254,2 266,2 259,9 |
| 3         | 8 8-1 8-2 8-3 8-4      | Japan Reruhi Shimizu Taku Takeuchi Daiki Ito Noriaki Kasai                                                 | 524,0 132,5 127,0 130,5 134,0 | 507,5 127,8 117,9 130,3 131,5 | 3         | 527,5 131,5 130,0 132,0 134,0 | 517,4 132,6 120,5 127,0 137,3 | 4              | 1024,9 260,4 238,4 257,3 268,8 |
| 4         | 9 9-1 9-2 9-3 9-4      | Polen Maciej Kot Piotr Żyła Jan Ziobro Kamil Stoch                                                         | 513,5 131,5 121,0 130,5       | 489,2 125,0 107,2 127,8 129,2 | 4         | 529,0 129,0 132,0 133,0 135,0 | 522,6 126,8 126,3 129,7 139,8 | 1              | 1011,8 251,8 233,5 257,5 269,0 |
| 5         | 10 10-1 10-2 10-3 10-4 | Slovenien Jurij Tepeš Robert Kranjec Jernej Damjan Peter Prevc                                             | 515,0 133,0 120,5 128,0 133,5 | 488,2 127,1 103,9 119,5 137,7 | 5         | 524,0 126,5 131,0 130,5 136,0 | 507,4 121,2 121,9 125,3 139,0 | 5              | 995,6 248,3 225,8 244,8 276,7  |
| 6         | 7 7-1 7-2 7-3 7-4      | Norge Anders Bardal Anders Fannemel Anders Jacobsen Rune Velta                                             | 511,0 137,5 129,5 119,0 125,0 | 486,0 137,7 123,4 111,5 113,4 | 6         | 522,0 133,0 130,5 125,5       | 504,7 134,8 125,4 125,8 118,7 | 6              | 990,7 272,5 248,8 237,3 232,1  |
| 7         | 6 6-1 6-2 6-3 6-4      | Tjeckien Jakub Janda Antonín Hájek Roman Koudelka Jan Matura                                               | 504,0 131,0 128,0 122,5       | 476,0 123,3 121,4 122,1 109,2 | 7         | 516,5 127,5 131,0 130,5 127,5 | 491,8 121,6 126,1 118,0       | 7              | 967,8 244,9 247,5 248,2 227,2  |
| 8         | 5 5-1 5-2 5-3 5-4      | Finland Anssi Koivuranta Jarkko Määttä Olli Muotka Janne Ahonen                                            | 505,5 129,5 128,5 123,0 124,5 | 461,5 120,8 117,1 113,2 110,4 | 8         | 512,0 130,0 124,0 126,0 132,0 | 481,3 126,5 110,5 114,1 130,2 | 8              | 942,8 247,3 227,6 227,3 240,6  |
| 9         | 4 4-1 4-2 4-3 4-4      | Ryssland Ilmir Rischatowitsch Chasetdinow Alexei Gennadjewitsch Romaschow Dimitry Vassiliev Denis Kornilov | 487,5 121,0 124,5 123,5 118,5 | 422,3 102,1 108,5 113,2 98,5  | 9         | —                             | —                             | —              | 422,3 102,1 108,5 113,2 98,5   |
| 10        | 2 2-1 2-2 2-3 2-4      | USA Peter Frenette Nick Fairall Anders Johnson Nicholas Alexander                                          | 479,0 113,0 120,5 119,0 126,5 | 402,5 84,2 102,0 101,9 114,4  | 10        | —                             | —                             | —              | 402,5 84,2 102,0 101,9 114,4   |
| 11        | 1 1-1 1-2 1-3 1-4      | Sydkorea Kang Chil-ku Kim Hyun-ki Choi Heung-chul Choi Seo-woo                                             | 476,5 116,5 126,0 117,0       | 402,0 91,2 113,5 99,5 97,8    | 11        | —                             | —                             | —              | 402,0 91,2 113,5 99,5 97,8     |
| 12        | 3 3-1 3-2 3-3 3-4      | Kanada Trevor Morrice Dusty Korek Matthew Rowley MacKenzie Boyd-Clowes                                     | 488,0 117,5 121,5 125,5 123,5 | 399,2 94,3 102,6 94,7 107,6   | 12        | —                             | —                             | —              | 399,2 94,3 102,6 94,7 107,6    |